# Verbascum luntii
Verbascum luntii är en flenörtsväxtart som beskrevs av John Gilbert Baker. Verbascum luntii ingår i släktet kungsljus, och familjen flenörtsväxter. Inga underarter finns listade i Catalogue of Life.